# Wacław Błażejewski
Wacław Błażejewski (ur. 25 sierpnia 1902 w Warszawie, zm. 19 listopada 1986 tamże) – polski wydawca, historyk harcerstwa, harcmistrz, kierownik Centralnego Archiwum Harcerskiego w latach 1933–1939 i 1945–1947, kierownik Harcerskiego Biura Wydawniczego w latach 1932–1937 i 1945–1947.

## Życiorys
W wieku 3 lat przeszedł chorobę Heinego Medina. W latach 1915–1919 uczył się w 6-klasowym Progimnazjum Miejskim. Dokształcał się na kursach i na Wolnej Wszechnicy Polskiej, do której uczęszczał jako wolny słuchacz w latach 1927–1929.
Związał się na całe życie z harcerstwem, z którym zetknął się w 1916 roku. Przyjaźnił się z Aleksandrem Kamińskim i Tomaszem Piskorskim. 25 kwietnia 1928 roku otrzymał stopień podharcmistrza, później uznany za harcmistrza (w związku ze zmianą stopni w ZHP).

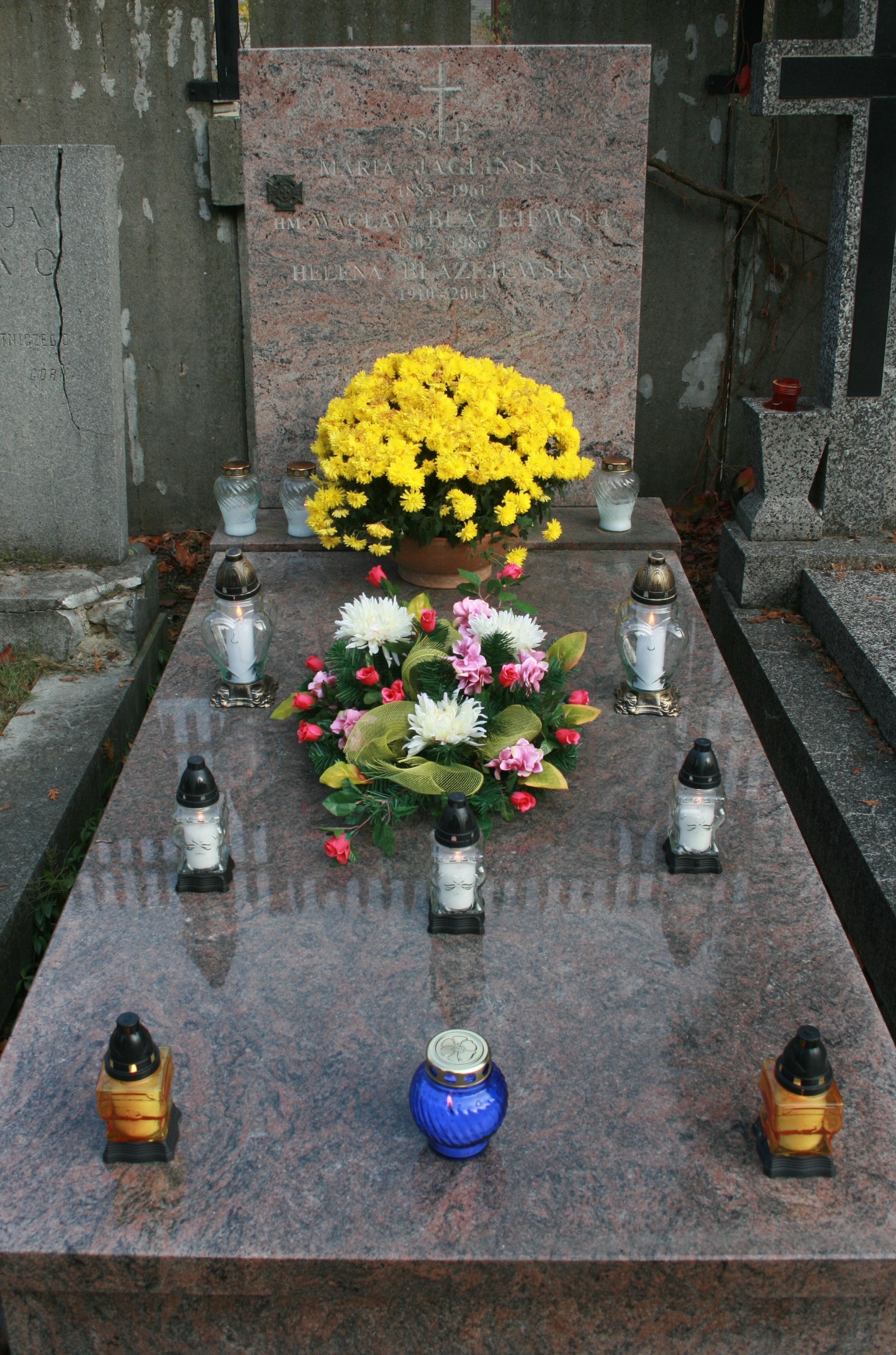
Grób rodzinny Błażejewskiego na warszawskich Powązkach Wojskowych

Od początku lat 30. kierował Harcerskim Biurem Wydawniczym i Centralnym Archiwum Harcerskim. W 1933 roku HBW wydało jego „Historię Harcerstwa Polskiego”. Po likwidacji HBW w 1936 roku Wacław Błażejewski ze swym przyjacielem Kazimierzem Gorzkowskim założyli wydawnictwo „Godziemba”, które wydało szereg cennych książek harcerskich.
W czasie II wojny światowej współpracował z Kazimierzem Gorzkowskim, pracując dla BIP.
Po wojnie wydał monumentalną „Bibliografię harcerską 1911–1960” (1981, 1985), „Z dziejów harcerstwa polskiego 1910–1939” (1985), „Postaci z dziejów. 35 biogramów działaczy i instruktorów harcerskich”. Sam lub wspólnie ze Stanisławem Broniewskim opracował wiele biogramów harcerskich dla Polskiego Słownika Biograficznego.

## Odznaczenia
- Złoty Krzyż Harcerskiego Odznaczenia Honorowego „Za Zasługę” (1947)
- Złoty Krzyż „Za Zasługi dla ZHP”
- Odznaka Zasłużonego Działacza Kultury
- Złota Odznaka „Za zasługi dla Warszawy”.

## Życie rodzinne
Był synem Władysława, stolarza, i Bronisławy z Mrozowskich. Miał trzech braci: Czesława, Tadeusza i Jana (ten ostatni zginął w powstaniu warszawskim).
W 1935 roku ożenił się z Heleną Jadwigą Jaglińską, z którą miał troje dzieci: Stefana (ur. w 1946), Zofię (ur. w 1948) i Marię (ur. w 1950).
Po śmierci został pochowany na Cmentarzu Wojskowym na Powązkach (kwatera P-1-86).